# Хуан Антоніо Ларраньяга
Хуан Антоніо Ларраньяга (ісп. Juan Antonio Larrañaga; нар. 3 липня 1958, Аспейтія) — іспанський футболіст, що грав на позиції захисника за «Реал Сосьєдад», а також національну збірну Іспанії.
Дворазовий чемпіон Іспанії. Володар Суперкубка Іспанії з футболу. Володар Кубка Іспанії.

## Клубна кар'єра
Народився 3 липня 1958 року в місті Аспейтія. Вихованець футбольної школи місцевого клубу «Лагун Онак».
У дорослому футболі дебютував 1977 року виступами за «Сан-Себастьян», команду дублерів «Реал Сосьєдада», в якій провів три сезони, взявши участь у 76 матчах чемпіонату.
1980 року почав залучатися до основної команди «Реал Сосьєдада», за який відіграв 14 сезонів. Більшість часу, проведеного у складі «Реал Сосьєдада», був основним гравцем захисту команди. 1981 року допоміг команді здобути перший в її історії титул чемпіона Іспанії, а наступного сезону захистити цей титул. Також ставав володарем Суперкубка Іспанії з футболу і національного кубка. Завершив професійну кар'єру футболіста виступами за команду «Реал Сосьєдад» у 1994 році.

## Виступи за збірні
Протягом 1986—1987 років залучався до складу молодіжної збірної Іспанії. На молодіжному рівні зіграв у 6 офіційних матчах.
1988 року провів свою єдину гру у складі національної збірної Іспанії.

## Титули і досягнення
- Чемпіон Іспанії (2):

«Реал Сосьєдад»: 1980–1981, 1981–1982
- Володар Суперкубка Іспанії з футболу (1):

«Реал Сосьєдад»: 1982
- Володар Кубка Іспанії (1):

«Реал Сосьєдад»: 1986–1987